# Francesco Carnisi
Francesco Carnisi (Luino, settembre 1803 – Luino, 23 maggio 1861) è stato un organaro italiano, figlio di Emanuele e Maria Caterina Primi.
Il censimento delle sue opere è tuttora in corso e mostra una straordinaria vitalità con presenze nel varesotto, nel comasco e nella bassa Valtellina. Per ora, non si hanno notizie d'organi costruiti dal Carnisi prima del 1837: questo può far pensare che, fino a tale data, il maestro luinese abbia praticato un periodo di apprendistato presso la bottega di un abile organaro.
L'organo di Montegrino Valtravaglia (VA) sembra essere il suo primo strumento e ci dice poco sul suo costruttore, perché a inizio Novecento è stato sistematicamente modificato nella sua natura. Lo stesso vale per lo strumento costruito per la chiesa di Cadero in Veddasca, posato nel 1843 e modificato in modo irrecuperabile nel 1955. Per entrambi gli strumenti, tuttavia, il materiale originale è di qualità eccellente.
Morbegno sembra sia stata la sua ultima fatica. Vi era già stato nel 1850 per il restauro del Serassi della Collegiata e per S. Martino. Qui darà corso ad un nuovo restauro.
La morte lo coglie il 23 maggio 1861 nella sua Luino. Una lettera del fratello e coerede Giacomo, aggiunto d'ordine del R. Tribunale di Como, richiederà alla fabbriceria di Morbegno il pagamento residuo per i lavori condotti a S. Martino.
Quello che emerge dagli strumenti del Carnisi, è una continua ricerca di miglioramento, soprattutto per quanto riguarda la parte meccanica, pur rimanendo fedele, nel complesso, ai canoni dell'organaria italiana dell'Ottocento. Egli consigliava sempre la tastiera estesa, quando le fabbricerie erano disposte a spendere cifre più consistenti (l'uso delle ottave corte era dovuto, per la stragrande maggioranza dei casi, esclusivamente a motivi economici).
Il fatto che egli fu chiamato dai canonici del Duomo di Como a restaurare il prestigioso Antegnati, in un periodo nel quale, in Lombardia, erano attivi molti organari di valore, dimostra quanto il Maestro di Luino fosse riconosciuto e stimato nella sua epoca più di quanto oggi si possa immaginare. Organari sui quali si sono raccolte notizie anche più povere appaiono, a distanza di uno o più secoli, più trasparenti. Francesco Carnisi si circonda invece d'indefiniti contorni, sfugge ad un'analisi che non riguardi l'organaro e cerchi invece l'uomo (sappiamo che fece parte di una confraternita laica, la quale alimentò a lungo la pietà popolare luinese).
Tra le sue prime opere di certa attribuzione e l'incondizionata fiducia accordatagli per interventi su organi di grande interesse storico passano pochi anni. Artisti anche più famosi attenderanno una vita prima di entrare in Cattedrali come quella di Como, illustrata dai più grandi nomi d'arte non solo lombarda.
Si ha l'impressione che l'organaro appaia all'improvviso e ottenga tutto in un tempo relativamente breve. Anche alla famiglia pensa quando è ormai entrato nella piena maturità. Il matrimonio fu celebrato nel 1849 ed egli si spegnerà lasciando i figli in età ancora tenera. Una figlia, nel 1855, gli morirà di tisi.
In termini di pura supposizione si sarebbe indotti a pensare ad una giovinezza trascorsa oltralpe, ripetendo l'esperienza di altri organari varesini.